# Championnat de Suède de futsal
Le Championnat de Suède de futsal est une compétition de futsal opposant les meilleurs clubs de Suède, créée en 1994.
La compétition est qualificative pour la Coupe de futsal de l'UEFA.

## Palmarès
| Saison | Champion            |
| ------ | ------------------- |
| 1994   | Hammarby IF         |
| 1996   | Malmö FF            |
| 1997   | Malmö FF            |
| 1998   | Malmö FF            |
| 1999   | Trelleborgs FF      |
| 2000   | IF Sylvia           |
| 2001   | Eskilstuna City FK  |
| 2002   | Degerfors IF        |
| 2003   | Degerfors IF        |
| 2004   | Degerfors IF        |
| 2005   | Skövde AIK          |
| 2006   | Skövde AIK          |
| 2007   | Skövde AIK          |
| 2008   | Skövde AIK          |
| 2009   | Skövde AIK          |
| 2010   | Vimmerby IF         |
| 2011   | Falcao FC Stockholm |
| 2012   | FC Ibra             |